# El Mundial de México
El Mundial de México est une bande dessinée espagnole illustrée par Francisco Ibáñez, appartenant à la franchise Mortadel et Filémon, éditée en 1986 et 1987.

## Synopsis
L'organisation rivale de la T.I.A., l'A.B.U.E.L.A., décide de semer le chaos dans la Coupe du Monde de Mexico 86 en infiltrant une liste de matchs controversés comme celui des Sud-Africains haineux envers la Belgique (avec de faux joueurs noirs de l'A.B.U.E.L.A.) ou celui des États-Unis contre l'URSS (qui apportent leurs chars et leurs missiles sur le terrain de jeu). Mortadel et Filémon doivent empêcher la violence de se déchaîner lors des matchs.

## Édition
Il s'agit de la dernière longue bande dessinée de Mortadel et Filémon publiée en série par la maison d'édition Bruguera. Les 32 premières pages sont publiées en 1986 dans les nos 275 à 277 de la revue Mortadelo, l'aventure étant interrompue par la fermeture de la maison d'édition. La fin de la bande dessinée a pu être lue l'année suivante grâce à des éditions B dans les nos 1 et 2 de la nouvelle revue Súper Mortadelo, mais avec le titre El superpatadón. Bien qu'il n'ait pas terminé la sérialisation, Bruguera publie la bande dessinée dans un album de la collection Olé. Le scénario est écrit par Jesús de Cos, et le dessinateur est un inconnu de Bruguera Equip.